# Форт Тулокко

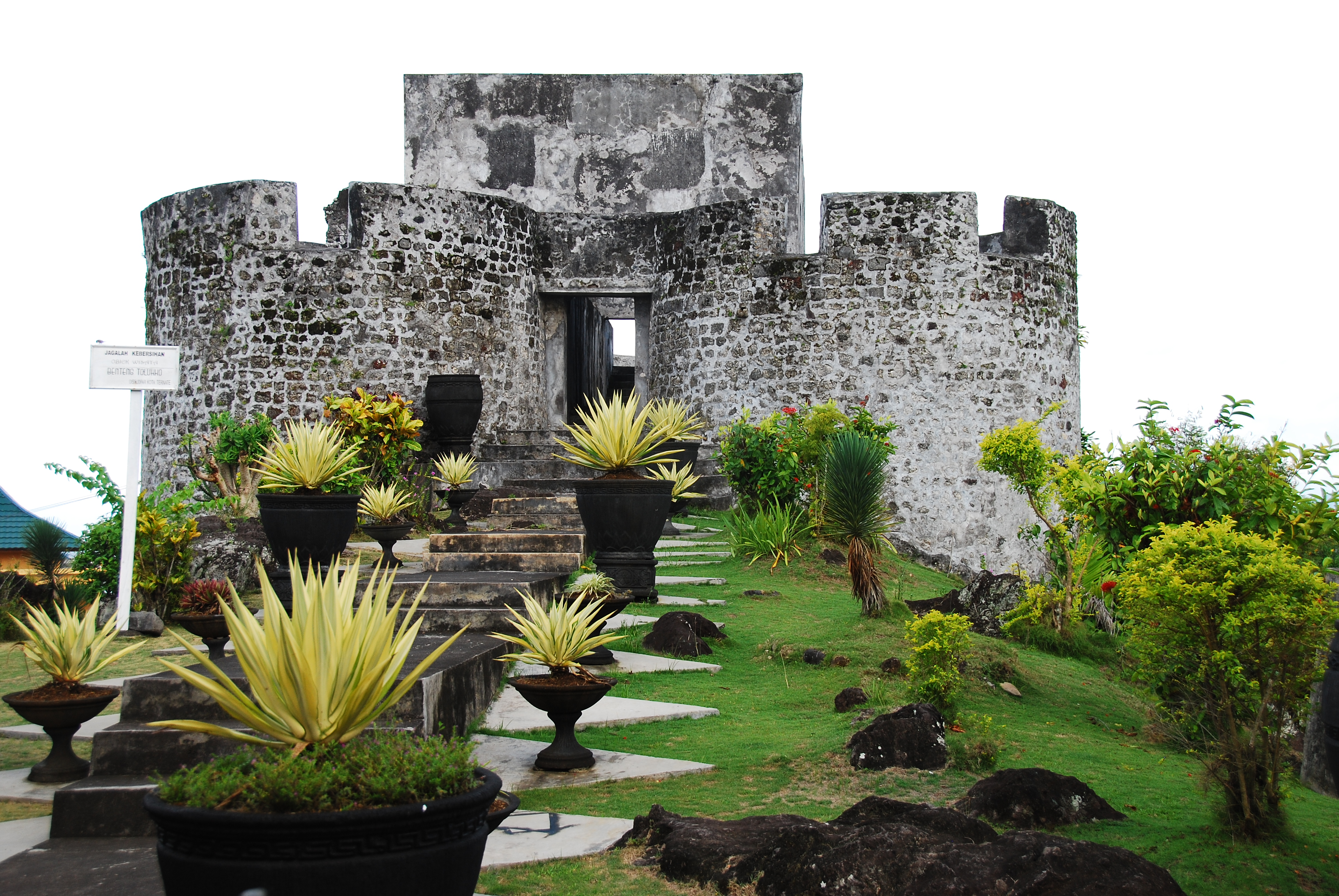
Современный вид форта

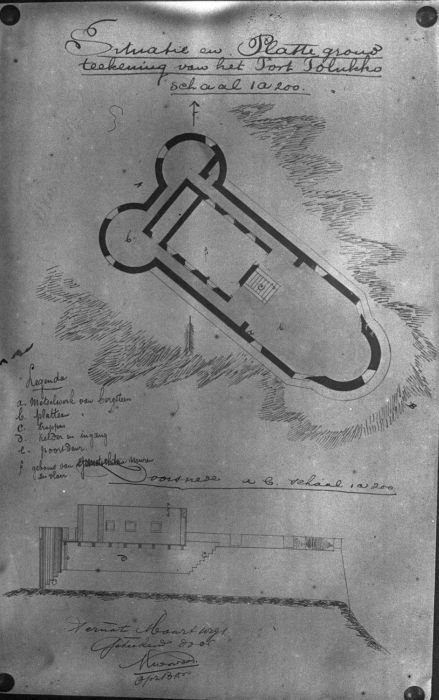
Планировка форта

Форт Толукко — небольшое колониальное укрепление на восточном побережье Тернате, обращенное к острову Хальмахера. Форт был построен в XVI веке для контроля за торговлей специями с пряностями, которые до XVIII века встречались только на Молуккских островах.
Это каменный форт высотой 6 метров (20 футов), расположенный на мысе примерно в 10,5 метрах (34 фута) над уровнем моря. Необычная фаллическая планировка форта Толукко связана с влиянием топографии данной местности.
Его основной функцией было возвышаться над единственным удобным местом высадки, свободным от коралловых рифов, прямо перед фортом. Форт был рассчитан на размещение гарнизона численностью до 160 человек.
В разные времена форт принадлежал португальцам, затем местному султанату Тернате, который использовал его в качестве укрепленной королевской резиденции, а далее переходил к голландцам, британцам и испанцам.
Форт забросили в 1864 году и только в 1996 году отремонтировали как туристическую достопримечательность. При этом длительный период заброшенности и отсутствие надлежащей консервации древней постройки привели к потере некоторых исторических элементов форта, таких как туннели, которые соединяли форт с местом высадки на пляже.